# Inazuma Eleven GO (videojoc)
Inazuma Eleven GO (イナズマイレブン GO, Inazuma Irebun GO) és un videojoc de rol i esportiu per a la consola Nintendo 3DS desenvolupat i publicat per Level-5. Va sortir a la venda el 15 de desembre de 2011 al Japó, el 13 de juny de 2014 a Europa i el 18 de juliol de 2015 a Austràlia i Nova Zelanda. Hi ha dues versions del joc, Light and Shadow.
Un manga d'Inazuma Eleven GO basat en el joc es va començar a serialitzar a la revista CoroCoro Comic, mentre que un anime basat en el joc produït per OLM va començar a emetre's el 14 de maig de 2011.
El joc té lloc en un món en el qual una organització anomenada Cinquè Sector governa el món del futbol i manipula els partits com una dictadura autoritària, basada en els amplis valors comunistes de repartir el futbol i l'alegria de guanyar per igual a tothom. L'Arion Sherwind (Tenma Matsukaze a la versió original japonesa) i el seu club de futbol, l'Institut Raimon, volen liderar una revolució contra el Cinquè Sector, en contra de les seves lleis, guanyant el torneig de futbol Holy Road.
Més tard, Level-5 va anunciar una seqüela d'aquest joc titulada Inazuma Eleven GO 2: Chrono Stone (イナズマイレブンGO2 クロノストーン, Inazuma Irebun GO 2 Kurono sutōn). La seqüela és protagonitzada per l'Arion, el protagonista de GO, i gira al voltant del viatge en el temps.

## Jugabilitat
La jugabilitat és la mateixa de les entrades anteriors. El joc bàsic inclou una aventura de rol en què el jugador controla l'Arion Sherwind i explora el mapa, recluta nous jugadors, avança en la història i participa en batalles de futbol. De la mateixa manera, els partits de futbol i les batalles de futbol es controlen mitjançant la pantalla tàctil i es juguen de la mateixa manera que tots els partits anteriors. Les novetats a GO són els esperits de lluita. Els esperits de lluita són éssers mítics que els jugadors poden convocar durant els partits o batalles de futbol. L'avatar d'un jugador els dona un avantatge ofensiu i defensiu, i sovint permet que l'invocador faci tècniques definitives que impliquen el seu esperit de lluita.

## Argument
10 anys després de la FFI, una foscor desapercebuda s'amaga darrere del país; el Japó i el que abans era el futbol han canviat al llarg de la dècada. Gràcies a la victòria de l'Inazuma Japó, el futbol s'ha convertit en molt popular i influent al país, fins al punt que el valor d'una escola és directament proporcional a l'habilitat del seu equip de futbol. Les escoles febles són oblidades i obligades a tancar per manca d'interès públic i sol·licitants. El futbol al Japó ara està controlat per una organització anomenada Cinquè Sector i està dirigit pel conegut com el "Sant Emperador", l'Alex Zabel. El futbol en el seu estat actual està controlat i depèn de les ordres del Sant Emperador sobre si un equip guanya o perd en funció dels resultats establerts. Això ha evitat que les escoles de tot el país tanquin, equilibrant els tornejos, però havent de pagar un preu: el "futbol real".
El protagonista, l'Arion Sherwind, va fer les proves per entrar a l'equip de futbol Raimon i les supera. Però aviat s'adona que el futbol no és com ell s'imaginava. L'Arion provoca un vent revolucionari entre els membres de l'equip Raimon, amb l'objectiu alliberar el futbol del Cinquè Sector perquè els estudiants de secundària de tot el Japó puguin jugar finalment sense les ordres del Cinquè Sector. I l'equip Raimon no està sol; descobreixen la Resistència que pretén substituir el Sant Emperador, i també són assistits pels anteriors personatges principals de la sèrie. Amb cada partit que guanyen a Holy Road, el Raimon guanya més escoles a la seva causa.